# Wilhelmina Carolina Åman
Wilhelmina Carolina Åman, född 27 oktober 1803, död 6 maj 1883 i Kungsholms församling i Stockholm, var en svensk tecknare.
Hon medverkade i Konstakademiens utställningar på 1820-talet med teckningar i svartkrita.